# 布萊德·李吉
布萊德·李吉（Brad Lidge，全名Bradley Thomas Lidge，1976年12月23日—出生於加州沙加緬度），是退役的前美國職棒大聯盟華盛頓國民隊後援投手。綽號「Lights Out」， 他目前是在生涯出場超過200次的投手中，每9局三振數最高的投手（12.98）。李吉的四逢線快速球球速可達95-96英哩，還有強勁、鋒利、球速約85-87英哩的滑球。他在2008年世界大賽第五場最後一局上場，為費城人守住勝利，拿下世界大賽冠軍。

## 大學生涯
李吉就讀於聖母大學。他在大三獲得大東聯盟年度球員獎，該球季獲得8勝2敗，在80.1局中投出93次三振。

## 職業生涯

### 早年生涯
1998年，休士頓太空人以第一輪第17順位簽下李吉。他在小聯盟前四個球季不斷受到傷勢困擾，包括旋轉肌撕裂、前臂骨折等等。李吉的大聯盟初次登場是在2002年4月26日對上亞特蘭大勇士的比賽。他在太空人牛棚中擔任中繼投手。他生涯唯一一場先發是在同年9月對上密爾瓦基釀酒人。李吉單場兩打數兩安打，包括一支二壘安打及2分打點，但在三局之後因肋間肌拉傷而退場，該場他投出4次三振，2次保送，被擊出一支安打，無失分的成績。

### 2003年－2004年
2003年6月11日，太空人在面對紐約洋基的比賽中，六名投手聯手投出了史上著名的無安打比賽，而李吉是該場的勝利投手。 同年，李吉被全美棒球記者協會休士頓分會票選為太空人年度新秀。
隨著2003年比利·華格納及2004年 Octavio Dotel 的離隊，太空人讓李吉擔任終結者。他以157次三振，超越1977年 古斯·高薩吉 的151次三振，成為國聯後援投手的新紀錄。這也是大聯盟史上後援投手第三高的三振數，僅次於1964年Dick Radatz的181次，及1986年 Mark Eichhorn 的166次。

### 2005
2005年，李吉首度入選明星賽，他在七局下上場，面對梅爾文·魔拉、麥克·史威尼和蓋瑞·安德森三名打者，只用了11球（包含2顆壞球）就連續投出三次三振，而且打者都沒碰到李吉所投出的球。他是自1984年Bill Caudill和德懷特·古登以來第一位在明星賽初次登場就單局三次三振的投手。
李吉在2005年球季，投出生涯新高的42次救援成功，防禦率2.29。他在當年的國聯救援排行榜排名第三，並與比利·華格納成為太空人隊史上唯二位單季超過40次救援成功的投手。 
在2005年國聯冠軍賽，李吉在第五場比賽被亞伯特·普荷斯轟出三分全壘打，讓太空人到第六場才拿下國聯冠軍。2005年世界大賽第二場，李吉被史考特·波塞尼克擊出再見全壘打，讓芝加哥白襪在冠軍系列賽中取得2-0的優勢。之後白襪以4-0拿下世界冠軍。

### 2006－2007
李吉成為在2006年3月開打的世界棒球經典賽美國隊成員之一，共投了兩局未失分。同年，他成為太空人史上第三位獲得百次救援成功的投手，另外兩位是比利·華格納與Dave Smith。太空人因此與李吉簽下一年535萬美元的合約。2006年，他投出了生涯最快的球速102英哩。
然而，李吉在2007年4月9日卸下了終結者的職務。6月中，超過十局未失分，防禦率2.45的李吉再度回到終結者崗位。2007年7月17日，在面對華盛頓國民的比賽中，他在第九局上場，投出兩次三振及一次保送，沒有失分，拿下2007年球季的首次救援成功。李吉在該球季27次出賽中，拿下5勝3敗19次救援成功。2007年11月7日，太空人將李吉與內野手Eric Bruntlett交易至費城人，換來外野手 Michael Bourn，投手 Geoff Geary 和小聯盟球員Mike Costanzo。

### 2008
2008年2月，李吉在春訓時右膝半月板撕裂。這與他在球季結束後所做手術是同一個膝蓋。同一月，他動了關節鏡手術。他直到4月5日才回到球場。
2008年球季季初，李吉展現了他早期統治球場的實力。在球季前兩個月，他拿下12次救援成功，只失掉兩分。5月，他回到了太空人主場 Minute Maid Park，獲得太空人球迷不同的回應，但他依然在老東家面前拿下第12次救援成功。六月初，在面對佛羅里達馬林魚及辛辛那提紅人的系列賽中連三場拿下救援成功。
2008年7月，李吉與費城人簽下三年延長合約。合約有一部分是針對他這季優異表現所給予的報酬，但也是避免他在球季結束後投身自由市場。這張合約讓李吉未來將繼續為費城人效力。
李吉入選2008年明星賽，擔任國聯明星隊終結者。他在經過六次熱身後，於第15局下半上場，該局他被擊出高飛犧牲打，讓美聯明星隊以4比3獲勝。
2008年9月27日，李吉成為費城人隊史上第一位無救援失敗的終結者，拿下球季全部41次救援機會，讓費城人拿下國家聯盟東區冠軍。他被獲選為年度東山再起球員 及DHL年度救援王。他也是自2003年的艾瑞克·蓋尼耶以來第一位無救援失敗且拿下超過30次救援成功的終結者。該球季李吉出賽62場，41次救援成功，防禦率1.95，92次三振。2008年10月29日，世界大賽第五場，他在費城主場為球隊守住了關鍵的勝利，讓他在季後賽7次救援全部成功，延續季賽的紀錄。隨著球隊拿下世界大賽冠軍，正式終結了李吉跌跌撞撞的過往，讓他成為一位真正的終結者。
李吉在2008年國聯最有價值球員票選中獲得第六名，次於亞伯特·普荷斯、萊恩·霍華德、莱恩·布劳恩、曼尼·拉米瑞茲、Lance Berkman、C.C.薩巴西亞和大衛·萊特。他也是除了亞伯特·普荷斯和萊恩·霍華德以外唯一有獲得第一名選票的球員。

### 2012
李吉在2012年2月與華盛頓國民簽下一年100萬美元的合約,與Henry Rodriguez共同分擔終結者,然而表現不佳,於6月18日遭到釋出,共計出賽11場0勝1敗,防禦率9.64,被打擊率0.308。之後於十二月透過經紀人宣佈退休。

## 私人生活
他目前與妻子 Lindsay、女兒 Avery Grace 及兒子 Rowan Thomas 居住在科羅拉多州恩格尔伍德。 李吉對於考古學及宗教學有濃厚興趣，另外還有選修瑞吉斯大學（Regis University）的線上課程。

## 外部連結
- 球員資訊和成績在MLB，ESPN，Baseball-Reference，The Baseball Cube（英文）

| 前任： Dmitri Young | 國聯年度東山再起球員獎 2008            | 繼任： 克里斯·卡本特 |
| 前任： 吉米·羅林斯  | Mike Schmidt Most Valuable Player 2008 | 繼任： 萊恩·霍華德   |